# Hesperantha saldanhae
Hesperantha saldanhae är en irisväxtart som beskrevs av Peter Goldblatt. Hesperantha saldanhae ingår i släktet Hesperantha och familjen irisväxter. Inga underarter finns listade i Catalogue of Life.